# John Wendell Holmes
John Wendell Holmes (* 18. Juni 1910 in London, Ontario; † 13. August 1988) war ein kanadischer Botschafter.

## Leben
Holmes studierte an der University of Western Ontario und an der University of Toronto Master of Arts.
Von 1933 bis 1938 studierte er Master der Englischen Sprache am Pickering College. Von 1938 bis 1940 besuchte er die Universität London.
Holmes trat 1943 in den auswärtigen Dienst und wurde 1953 Assistent Unter-Staatssekretär im Außenministerium.
Wendell wurde 1960 in den Ruhestand versetzt und leitete 1960 bis 1973 die Denkfabrik Canadian Institute of International Affairs.
Ab 1959 gehörte Holmes zu den Gejagten einer intensiven Strafverfolgung von homophoben Strafgesetzen durch die Royal Canadian Mounted Police. Das rege Interesse der Gesetzeshüter an der sexuellen Orientierung zerstörte Leben, Familien und Karrieren.
Von 1971 bis 1981 war Holmes Professor für Internationale Beziehungen an der York University, Glendon College. Von 1967 bis zu seinem Tod war er Gastprofessor für Internationale Beziehungen an der University of Toronto. Er war 1979 und 1985 Gastprofessor für Geschichte an der University of Leeds.
1969 wurde Holmes Offizier im Order of Canada, wurde Fellow der Royal Society of Canada und erhielt 10 Ehrendoktorwürden. Außerdem verlieh ihm die Royal Society of Canada, für seine Verdienste als Historiker, im Jahr 1986 die nach Joseph Burr Tyrrell benannte J.B. Tyrrell Historical Medal.

## Veröffentlichungen
- Life with Uncle: the Canadian-American Relationship (1981)
- The Shaping of Peace: Canada and the Search for World Order 1943-1957 (2 volumes, 1979 and 1982).

| Vorgänger                      | Amt | Nachfolger                  |
| ------------------------------ | --- | --------------------------- |
| Robert Arthur Douglass Ford    | kanadischer Botschafter in Moskau 4. November 1947 bis 15. Februar 1951                                          | John Benjamin Clark Watkins |
| Andrew George Latta McNaughton | Vertreter der kanadischen Regierung bei den Vereinten Nationen in New York City 29. Januar 1950 bis 1. Juni 1950 | Robert Gerald Riddell       |